# 不丹噪鶥
，是圓翅噪鶥屬的一种，原屬噪鹛屬。

## 特征
丽星噪鹛体重约40.7克，翼长约76.6毫米，嘴峰长约18.9毫米，喙宽度约4.5毫米，喙厚度约5.9毫米，跗蹠长约29.2毫米，尾长约101.4毫米。丽星噪鹛在其分布区内为留鸟，食性为肉食性，主要食物来源是陆生无脊椎动物。

## 生境和分布
分布于印度、不丹和中国大陆西藏东南部。该物种的保护状况被评为无危。
不丹噪鶥的栖息地包括亚热带或热带的高海拔草原、亚热带或热带的高海拔疏灌丛和亚热带或热带的湿润山地林。